# Marcel Cama
Marcel Cama (Barcelona, 10 de febrero de 1935 - ?) es un expiloto de motociclismo español, que compitió en el Campeonato del Mundo de Motociclismo entre 1953 y 1956.

## Biografía
Cama entró a trabajar en Montesa a los 14 años, ya entonces con la esperanza de convertirse algún día rn piloto oficial. Estuvo cuatro años, iba subiendo de categoría poco a poco, hasta que en 1953 la empresa decidió poner a prueba algunos de sus trabajadores -entre los cuales el mismo Marcel- y pasó las pruebas satisfactoriamente (entre otros, tenía que participar en una de Campeonat de España de regularidad).
Ya como piloto de fábrica, debutó en competición en Murcia con una Montesa Nervo 125cc, acabando cuarto. Seguidamente, disputó las carreras de ascenso de Vallvidrera y La Rabassada, ganado las dos de forma rotunda. Ese mismo año, Montesa lo inscribió en el Campeonato de España de Velocidad. Al siguiente año, fue el único piloto capaz de plantar cara al potente equipo italiano de MV Agusta, capitaneado por Juan Atorrasagasti, consiguiendo incluso una victoria en el Premio Internacional de Madrid, disputado en el Parque del Retiro.
En 1955 disputó su primera carrera de resistencia, junto a Enric Sirera, pero tuvieron que abandonar a dos vueltas del final mientras iban primeros. A lo largo de su carrera, esta trista experiencia le pasó muchas veces más, siempre formando pareja con Sirera. En 1956, consiguió uno de sus resultados más destacados, acabando segundo en la carrera de 125cc del Tourist Trophy por detrás de Carlo Ubbiali, y donde incluso lideró la carrera en algunos tramos. En 1957 también protagonizó un recordado duelo por el primer puesto en el Gran Premio de España de 125cc, en el Circuito de Montjuïch, acabando finalmente tercero por detrás de Carlo Ubbiali y Roberto Colombo, pilotos oficiales de MV Agusta.
En 1958, después de la ausencia de los circuitos forzada por el cumplimiento del servicio militar, se encontró con que los principales técnicos de Montesa, entre ellos Francesc Xavier Bultó, habían abandonado la empresa y habían decidido fundar una nueva escuderíaː Bultaco. Cama se unió sin dudarlo, convirtiéndose en uno de sus miembros fundadores. Después de algunos intentos fallidos, consiguiendo su primera victoria con la nueva moto el 11 de octubre de 1959, casualmente también en el Premio Internacional de Otoño de Madrid. Con Bultaco siguió sumando diversas victorias, entre las cuales el primer lugar absoluto en Clarmont-Ferrand en 175cc en 1960. Ese mismo año formó parte (juntamente con Paco González, John Grace, Ricardo Quintanilla y Georges Monneret) del equipo oficial de la marca que batió diferentes récords mundiales de velocidad a Montlhéry, a bordo de la mítica Bultaco Cazarécords.
En 1961 sufrió una grave accidente en Montjuïc que lo mantuvo alejado de los circuitos durante unos meses y, aunque ese mismo año reapareció con victoria en Bilbao, durante todo el 1962 no participó en ninguna carrera por culpa de sus lesiones, de las que no se acabó de reponer. Ya en 1963, totalmente recuperado, disputó algunas carreras pero, viendo que no acabada de recuperar su antigua forma, abandonó definitivamente la competición después de una carrera en Málaga. A partir de entonces, pasó a ocupar cargos de responsabilidad dentro del departamento de desarrollo de Bultaco, que mantuvo hasta el cierre de la fábrica a comienzos de la década de 1980.

## Resultados en el Campeonato del Mundo
Sistema de puntuación desde 1950 hasta 1968:
| Posición | 1.º | 2.º | 3.º | 4.º | 5.º | 6.º |
| Puntos   | 8   | 6   | 4   | 3   | 2   | 1   |

### Carreras por año
(Carreras en negrita indica pole position, carreras en cursiva indica vuelta rápida)
| Año  | Cat.  | Moto    | 1       | 2     | 3     | 4     | 5     | 6     | 7     | 8     | 9       | 10    | 11    | Pts. | Pos. |
| ---- | ----- | ------- | ------- | ----- | ----- | ----- | ----- | ----- | ----- | ----- | ------- | ----- | ----- | ---- | ---- |
| 1953 | 125cc | Montesa | IOM -   | NED - |       | RFA - |       | ULS - | SUI - | NAT - | ESP 5   |       |       | 2    | 12.º |
| 1954 | 125cc | Montesa |         | IOM - | ULS - |       | NED - | RFA - |       | NAT - | ESP Ret |       |       | 0    | -    |
| 1955 | 125cc | Montesa | ESP 6   | FRA - | IOM - | GER - |       | NED - |       | NAT - |         |       |       | 1    | 16.º |
| 1956 | 125cc | Montesa | IOM 2   | NED 9 | BEL - | GER 9 | ULS - | NAT - |       |       |         |       |       | 6    | 6.º  |
| 1961 | 125cc | Bultaco | ESP Ret | GER - | FRA - | IOM - | NED - | BEL - | RDA - | ULS - | NAT -   | SWE - | ARG - | 0    | -    |
| 1962 | 125cc | Bultaco | ESP Ret | FRA - | IOM - | NED - | BEL - | GER - | ULS - | RDA - | NAT -   | FIN - | ARG - | 0    | -    |